# Pålsboda
Pålsboda – miejscowość (tätort) w Szwecji, w regionie administracyjnym (län) Örebro, w gminie Hallsberg.
Według danych Szwedzkiego Urzędu Statystycznego liczba ludności wyniosła: 1610 (31 grudnia 2015), 1686 (31 grudnia 2018) i 1663 (31 grudnia 2019).